# Lupe Fuentes
Lupe Fuentes, née le 27 janvier 1987 à Cali, est une actrice pornographique, chanteuse, danseuse, espagnole. 

## Biographie
Née d'un père colombien et d'une mère d'origine espagnole, elle a vécu avec cette dernière à Madrid. Elle débute en 2006 dans le X grâce au réalisateur Pablo Lapiedra qui deviendra son époux en 2008. 
Sa notoriété dans le milieu repose sur son physique d'adolescente : sa petite carrure (elle mesure 1,50 m pour 40 kg) et son visage poupin lui confèrent en effet une apparence juvénile. Elle a dû se déplacer dans un tribunal, début 2010, pour justifier de son âge et éviter que l'un de ses fans soit condamné pour pédophilie.
En 2008, elle subit une opération chirurgicale pour augmenter la taille de sa poitrine et relance sa carrière chez Private. En juin 2010, elle signe un contrat d'exclusivité avec Wicked Pictures de douze mois. Son premier film pour ce studio, Lolita, sort en décembre 2010.
En mars 2011, elle est impliquée dans une affaire de pornographie infantile et fait l'objet d'une notice rouge d'Interpol. Son ex-mari et producteur Pablo Lapiedra a été arrêté en Espagne dans le cadre de cette même affaire.

### The Ex-Girlfriends
En 2012 elle devient membre du groupe de musique "The Ex-Girlfriends" premier single "We are the party". Elle apparait dans plusieurs publicités (considérées comme agressives voire virales) et sites de pornographie.

## Récompenses et nominations
- 2010 : F.A.M.E. Award – Favorite New Starlet
- 2010 : XFANZ Award: Latina Pornstar of the Year

nominations
- 2006 : FICEB Ninfa Prize – Best New Spanish Actress – Posesión
- 2009 : Hot d'Or – Best European Actress – 100 % Zuleidy
- 2010 : AVN Award – Best New Web Starlet

## Filmographie sélective
- Submission (2005)
- Obsesión (2006)
- La Venganza de las Ninfas (2006)
- Posesión (2006)
- Matadero (2007)
- Chloe (2007)
- El diario de Zuleidy (2007)
- Depravada (2007)
- Little Lupe #1, 2, 3 (2007)
- Private 43 100% zuleidy (2008)
- Private Life of Jennifer Love 3 (2009)
- Lupe Fuentes' Interactive Girlfriend Sexperience (2009)
- Lolita (2010)